# Āvengān
Āvengān (persiska: آونگان, آوينگان, آوَنگان) är en ort i Iran.   Den ligger i provinsen Kurdistan, i den nordvästra delen av landet, 300 km väster om huvudstaden Teheran. Āvengān ligger 1 851 meter över havet och antalet invånare är 890.
Terrängen runt Āvengān är platt åt nordväst, men åt sydost är den kuperad.Runt Āvengān är det ganska tätbefolkat, med 58 invånare per kvadratkilometer. Närmaste större samhälle är Qorveh, 14,4 km sydost om Āvengān. Trakten runt Āvengān består i huvudsak av gräsmarker.